# Jayavarman IV.
Jayavarman IV. († 941) war von 928 bis 941 König des Khmer-Reiches. Er residierte nicht in Hariharalaya (Roluos) oder Yasodharapura (Angkor)  wie seine Vorgänger, sondern ca. 120 km nordöstlich von Angkor in Lingapura (heute Koh Ker), auch Chok Gargyar genannt.

## Herkunft und frühe Jahre
Jayavarman IV regierte bereits einige Jahre (zumindest seit 921 n. Chr.) als lokaler Herrscher in Koh Ker, bevor er zum König des gesamten Khmer-Reiches ausgerufen wurde. Vielfach wurde behauptet, dass Jayavarman IV. ein Usurpator war; neuere Erkenntnisse sprechen jedoch dafür, dass er einen legitimen Anspruch auf den Thron hatte. Einerseits war er ein Enkel von König Indravarman I. (dessen Tochter Mahendradevi war seine Mutter). Da es keine klaren Bedingungen zur Thronfolge gab, können seine Ansprüche über die mütterliche Linie als legitim angesehen werden. Andererseits zementierte er seinen Anspruch auch durch die Heirat mit einer jüngeren Halbschwester von Yasovarman I. (889–900), dessen Söhne ohne Nachkommen verstorben waren (Harshavarman I. regierte von 900–922, Isanavarman II. von 922–ca. 925?).
Nach seiner Herrschaftsübernahme erhob Jayavarman IV. Koh Ker zur Hauptstadt des Khmer-Imperiums. Eine Inschrift aus dem Jahr 921 besagt: "Jayavarman IV. verließ die Stadt Yasodharapura, um bei Chok Gargyar [Koh Ker, d. Verf.] zu regieren, wobei er die Devaraja mit sich nahm".

## Nachfolge
Jayavarman IV. starb 941. Sein posthumer Name lautet Paramashivapada. Nach dem Hinschied von Jayavarman IV. wurde nicht sein designierter Nachfolger König. Ein anderer seiner Söhne, Harshavarman II., riss die Herrschaft an sich. Auch er residierte in Koh Ker, jedoch nur kurz (941 – 944). Ob Harshavarman II. eines natürlichen Todes starb, ist fraglich. Sein Cousin Rajendravarman II. trat die Nachfolge an und verlegte die Hauptstadt wieder nach Angkor.

## Die neue Hauptstadt

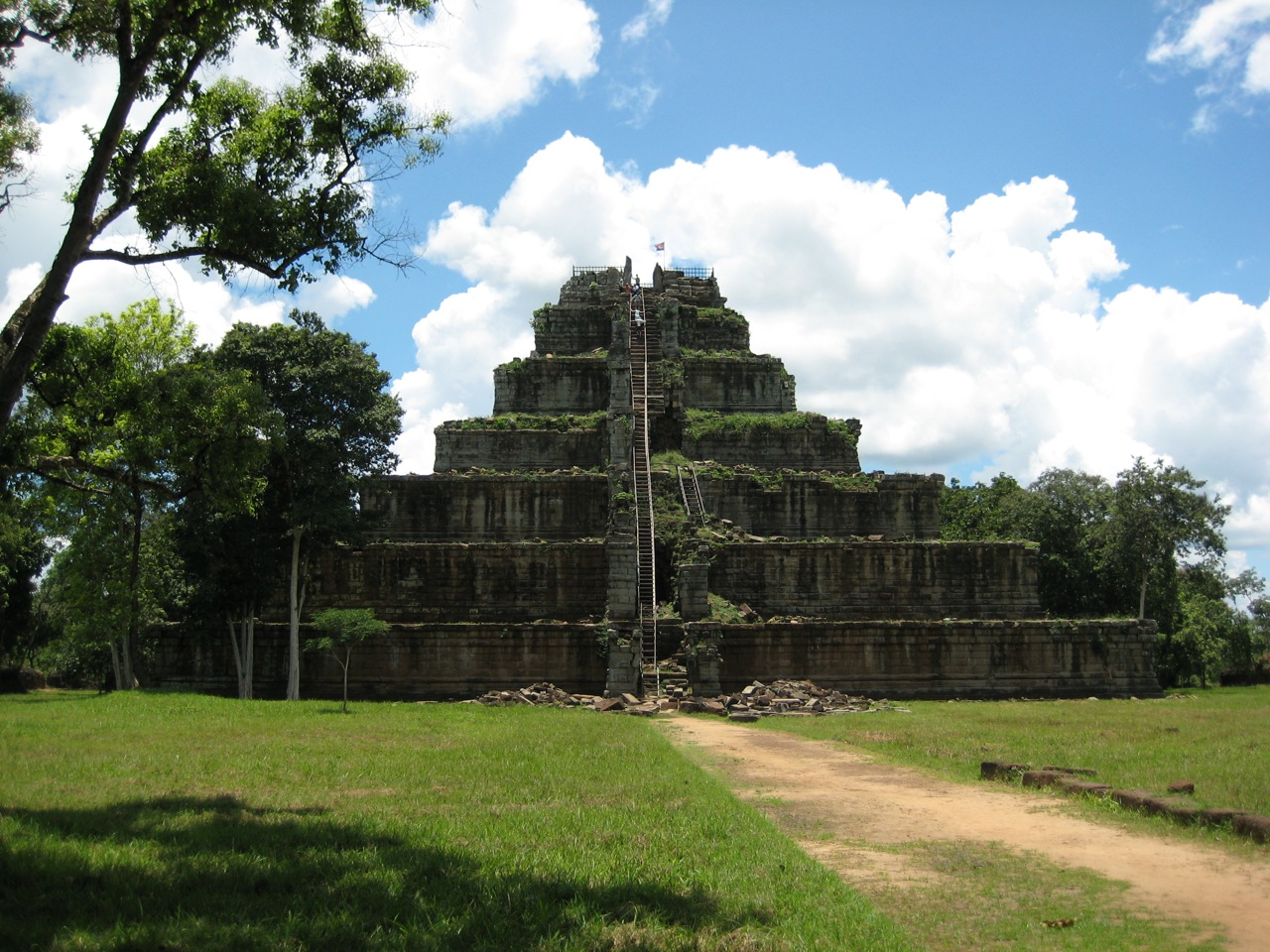
Koh Ker Tempel

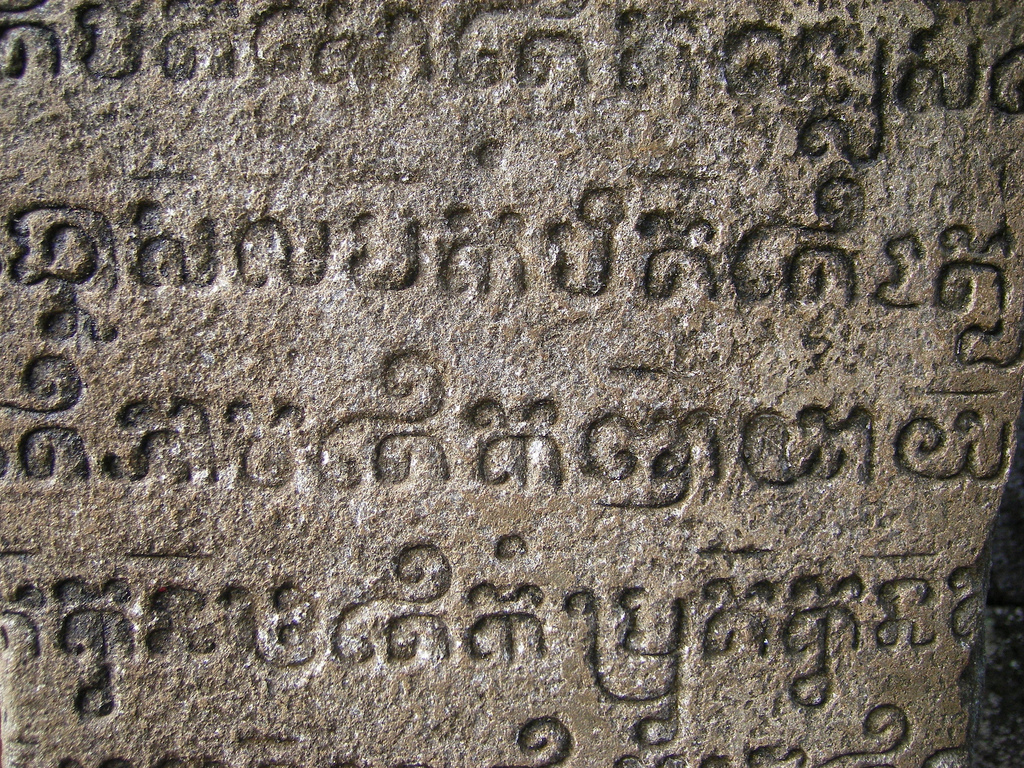
Inschrift aus Koh Ker

Koh Ker wurde erstmals 919 n. Chr. in einer Inschrift erwähnt und als Pura (Sanskrit für Stadt) bezeichnet. Koh Ker ist ein moderner Name. Während Jayavarmans Regierungszeit wurde der Ort Chok Gargyar (Stadt des Glanzes) oder auch Lingapura (Stadt der Lingas) genannt. Nachdem Jayavarman IV. im Jahr 928 Koh Ker zur Hauptstadt erhoben hatte, demonstrierte er seine Macht mit einem ehrgeizigen Bauprogramm. Zu den wichtigsten Bauten von Jayavarman IV. gehören der Baray Rahal (1.188 Meter mal 548 Meter) und das Doppel-Heiligtum Prasat Thom/Prang. Der Prang ist eine siebenstufige und 36 Meter hohe Pyramide. Auf der obersten Plattform des Tempels stand ursprünglich ein Schrein, der einen kolossalen Linga beherbergte, der mehr als vier Meter hoch und mehrere Tonnen schwer war. Sowohl der Schrein als auch der Linga sind verschwunden. Die Inschrift K.187E benennt diesen Linga als kamrateri jagat ta raajya, also "Gottkönig". Die Inschriften von Jayavarman IV. rühmen ihn, dass seine Bauwerke die seiner Vorgänger übertroffen haben. Eine große Anzahl der schönsten und größten Skulpturen der gesamten Khmer-Zeit wurde während der Regierungszeit von Jayavarman IV. gemeisselt, z. B. die monumentale Garuda-Statue aus dem Prasat Thom, die sich heute im Eingangsbereich des National Museums von Kambodscha befindet.
Bis heute wurden in der Region von Koh Ker auf einem Gebiet von 81 Quadratkilometern 184 Monumente entdeckt, die jedoch nicht alle während der Regierungszeit von Jayavarman IV. entstanden sein können. Zahlreiche Heiligtümer wurden vor 921 gebaut, weitere nach 944. Seinem Nachfolger Harshavarman II., der nur drei Jahre regierte (941 – 944), können keine Tempel zugeschrieben werden. Das letzte Heiligtum, der Prasat Andong Kuk (Prasat Sralau) wurde zu Beginn des 13. Jahrhunderts im Auftrag von Jayavarman VII. in Koh Ker errichtet. Es handelt sich um eine Anlage im Stil der sogenannten Krankenhaus-Kapellen.
Koh Ker blieb für Jahrhunderte vergessen, ehe die Franzosen Louis Delaporte und Étienne Aymonier die archäologische Stätte in der zweiten Hälfte des 19. Jahrhunderts aufsuchten. Die beiden Forscher erkannten als erste, dass Koh Ker einst an einer strategisch wichtigen Fernstraße lag, die von Angkor via Beng Mealea zum Prasat Prah Vihear und weiter nach Phimai und zum Wat Phu führte. Um 1880 gelangten Mitglieder einer weiteren französischen Expedition nach Koh Ker, wo sie gezielt zahlreiche Skulpturen entfernten und Reliefs abhackten und nach Frankreich verschifften. Diese Kunstwerke befinden sich heute im Musée Guimet in Paris.